# 제이컵 멘디
제이컵 멘디 멘디(영어: Jacob Mendy Mendy, 1996년 12월 27일 ~ )는 EFL 리그 원 클럽 렉섬과 감비아 국가대표팀에서 윙백 또는 윙어로 활약하는 감비아의 프로 축구 선수이다.

## 어린 시절
멘디는 감비아에서 태어나 여섯 살 때 마드리드 인근의 파를라로 이사했다. 유소년 시절 멘디는 파를라와 아틀레티코 카사루엘로스에서 뛰었다.

## 구단 경력
그 후 2015년 팀이 해체되기 전까지 잠시 아틀레티코 마드리드 C에 합류했다. 그 후 푸에르타 보니타에서 잠시 활약한 후 잉글랜드로 이적했다. 2017년에는 잉글랜드 9부 리그 팀 레드힐과 계약하여 40경기에서 13골을 넣었다. 2018년에는 잉글랜드 7부 리그의 카샬턴 애슬레틱과 계약하여 46경기에서 8골을 넣었다. 2019년에는 잉글랜드 6부 리그 클럽인 윌드스톤과 계약하여 잉글랜드 5부 리그로 승격하는 데 기여했다. 2021년에는 잉글랜드 5부 리그의 보어럼 우드와 계약했다. 2022년에는 웨일스 클럽 렉섬과 계약했다.

## 국가대표팀 경력
2023년 6월 6일, 멘디가 2023년 6월 14일, 남수단과의 2023년 아프리카 네이션스컵 예선을 위해 감비아 국가대표팀에 발탁되었다고 발표되었다. 그는 11월 20일, 코트디부아르와의 2026년 FIFA 월드컵 예선 경기에서 첫 국제 경기에 출전했다.

## 사생활
멘디는 스페인어, 영어, 포르투갈어, 만자크어 등 4개 언어를 구사하며 감비아에서 태어나 기니비사우, 세네갈, 스페인을 대표할 자격이 있다. 그의 사촌 카를루스 멘데스 고메스도 축구 선수이다.
그가 처음 잉글랜드에 도착했을 때, 그는 건설 근로자, 청소부, 그리고 쓰레기 수거원으로 일했다.